# Habakuk (prorok)
Habakuk (hebr. חֲבַקּוּק) – jeden z proroków mniejszych Starego Testamentu, uważany za autora Księgi Habakuka. Jego imię w języku akadyjskim oznacza nazwę rośliny (hambakuku), a w hebrajskim serdeczny uścisk (objęcie).

## Życiorys
Niewiele wiadomo o Habakuku ponad to, co można wywnioskować z księgi jego autorstwa. Ponieważ powstała ona po 612 r. p.n.e., można wnioskować, że prorok żył na przełomie VII i VI wieku p.n.e.
Imię Habakuka pojawia się także w 14 rozdziale księgi Daniela, czyli Opowieści o Belu i wężu, która jest dodatkiem deuterokanonicznym. Według tłumaczy Biblii Tysiąclecia, chodzi tam jednak o inną osobę.
W ikonografii wschodniej Habakuk przedstawiany jest jako młody człowiek w długim płaszczu, z czarnymi włosami, krótkimi lub opadającymi na ramiona. Często umieszczany jest obok innego proroka mniejszego, Nahuma, w stronę którego zwraca głowę. W lewej ręce trzyma zwój z fragmentem swojej księgi: "Bóg przychodzi od strony Temanu, Święty od strony gór Paran. Majestat Jego okrywa niebiosa, ziemia jest pełna Jego chwały" (Ha 3,3). W sztuce zachodniej Habakuk przedstawiany jest jako stary, czasami zgarbiony mężczyzna w długim płaszczu. Ukazywany jest także jako niesiony za włosy przez anioła. Scena ta nawiązuje do opisu z księgi Daniela i ma symbolikę eucharystyczną.
W Toyserkan na zachodzie Iranu znajduje się mauzoleum poświęcone prorokowi Habakukowi.